# Rjava kapucinka
Rjava kapucinka (Sapajus apella), znana tudi kot čopasta kapucinka, črnoglava kapucinka, je prvak Novega sveta iz Južne Amerike in karibskih otokov Trinidad in Margarita. Kot je tradicionalno opredeljeno, je eden najbolj razširjenih prvakov v Neotropih, vendar je bilo nedavno priporočeno, da se črnoprogaste (Sapajus libidinosus), črne (Sapajus nigritus) in zlatotrebušne kapucinke (Sapajus xanthosternos) obravnavajo kot ločene vrste v novem rodu, s čimer se rjava kapucinka učinkovito omeji na Amazonsko porečje in bližnje regije. Vendar pa je bila velikoglava kapucinka (Sapajus apella macrocephalus), ki je bila prej opredeljena kot posebna vrsta, ponovno razvrščen kot podvrsta rjave kapucinke, s čimer se je razširila na vzhod do Peruja in Ekvadorja ter južno do Bolivije.
Rjava kapucinka je vsejeda žival, večinoma se prehranjuje s plodovi in nevretenčarji, včasih pa se prehranjuje tudi z majhnimi vretenčarji (npr. kuščarji in ptičjimi piščanci) in deli rastlin. Najdemo jo lahko v številnih različnih okoljih, vključno v ekoregiji Listavci tropskih in subtropskih suhih gozdov, Listavci tropskih in subtropskih vlažnih gozdov ter motenimi ali sekundarnimi gozdovi.
Tako kot druge kapucinke je družabna žival, ki tvori skupine od 8 do 15 osebkov, ki jih vodi alfa ali dominantni samec.

## Taksonomija in filogenija
Na neki točki so bile vse kapucinke razvrščeni kot Cebus apella. Pod takšno taksonomijo bi se območje C. apella razširilo po večjem delu Južne Amerike od Kolumbije do Severne Argentine. Čeprav ni opisala specifične ali subspecifične nomenklature, je Torres de Assumpção (1983; 1988) opisala razlike med rjavimi kapucinkami iz petih različnih geografskih regij Brazilije in visoko fenotipsko variacijo posameznikov v šestem območju, ki je imelo večji selekcijski pritisk. Leta 2001 je Silva Júnior predlagal, da se robustne kapucinke (prej skupina C. apella) uvrstijo v ločen rod, Sapajus, od gracilnih kapucink (prej skupina C. capucinus), ki ohranjajo rod Cebus. To so podprli Jessica Lynch Alfaro in drugi leta 2011. Groves (2005) je prepoznal šest podvrst: Cebus apella apella, C. a. fatuellus, C. a. makrocefalus, C. a. margarita, C. a. peruanus, C. a. tocantinus. IUCN sledi Silvi (2001) in priznava vrsto kot monotipsko, čeprav status podvrste S. a. margarita ni jasen.

## Fizične lastnosti
Rjava kapucinka je močnejše postave od drugih kapucink, ima bolj grobo dlako in dolg, debel rep. Na čelu ima snop dolgih utrjenih las, ki jih je mogoče dvigniti kot nekakšno 'lasuljo'. Kožuh je rjavkasto siv, trebuh je nekoliko svetlejši od preostalega telesa. Roke in noge so črne. Rep je oprijemalen: močan in se lahko uporablja za prijemanje kot dodatna okončina.
Rjava kapucinka ima dolžino glave in telesa od 32 do 57 centimetrov, dolžino repa od 38 do 56 centimetrov in težo od 1,9 do 4,8 kilograma, pri čemer so samci na splošno večji in težji od samic.

## Vedenje in ekologija
Rjava kapucinka je dnevna vrsta drevesnih prvakov, pogosto išče hrano na tleh ali prehodi daljše razdalje med drevesi, ki so predaleč narazen s skakanjem.
Živi v skupinah od dve do dvajset ali več živali. Posamezna skupina običajno vsebuje vsaj enega odraslega samca, pojavljajo pa se tudi mešane skupine z več samci. V tem primeru je eden od samcev dominanten. V svojo neposredno okolico sprejme le nekaj opic, predvsem mlajše živali in nekaj samic. Dominantni samec in člani skupine, ki so mu blizu, imajo v primeru pomanjkanja hrane privilegij jesti prvi, medtem ko morajo podrejene opice počakati, dokler niso pripravljene.
Po brejosti, ki traja 180 dni, se rodi en mladič ali slučajno dvojček. Tega mladiča, ki tehta le 200 do 250 gramov, mati nosi na hrbtu. Mati hrani svojega mladiča 9 mesecev, vendar so mladiči spolno nezreli do svojega sedmega leta, kar je za primata te velikosti precej pozno.
Pomemben naravni sovražnik kapucinke so velike ujede. Teh ptic se tako bojijo, da se celo prestrašijo, ko mimo prileti nenevarna ptica.

### Prehrana
Nedavno odkrita značilnost ene populacije te vrste je, da uporablja kamne kot orodje za odpiranje trdih orehov. Najprej iz orehove palme izbere zrele orehe. Z zobmi odstrani vlaknato lupino oreha. Nato pusti oreh sušiti približno en teden. Ko je oreh suh, ga opica položi na veliko, ravno skalo ali podrto drevoref>Madden, M.; Fragaszy, D.M.; Izar, P.; Hinley, A.J.; Ottoni, E.B.; Visalberghi, E. (2007). »Modelling the monkey habitat in Brazil« (PDF). Geospatial Today (5): 26–35. Arhivirano iz prvotnega spletišča (PDF) dne 17. julija 2011.</ref> in udarja po orehu s primernim kamnom, dokler oreh ne poči. Kladiva so pogosto dovolj velika, da jih je treba dvigniti z obema rokama. Skala nakovala je zaradi večkratne uporabe pogosto luknjasta z vdolbinami.
Poleg orehov se kapucinka prehranjuje tudi s sadjem, listjem, semeni, strženom, žuželkami in ličinkami, jajčeci in mladimi pticami, žabami, kuščarji, drugimi plazilci, glodavci, mišjimi oposumi in celo netopirji. Znane so tudi po tem, da preganjajo mačke.
Rjava kapucinka si hrano išče v skupinah. Takoj, ko eden od članov skupine najde nekaj užitnega, lahko izda močan žvižgajoč zvok, odvisno od bližine drugih posameznikov in obilice vira hrane, tako da druge opice vedo, da je nekaj za jesti. Sestava skupine je zelo dobro organizirana in jo določa položaj v hierarhiji. Dominantni samec pogosto prebiva nekje na sredini skupine tik za frontno črto, tako da je ob napadu plenilca bolj varno. Avantgardo sestavljajo samice višjega ranga, ki jih dominantni samec tolerira. Imajo privilegij, da prve pridejo do hrane, a so tudi najbolj ranljive, ko plenilec napade. Je gostitelj akantocefalnega črevesnega parazita Pachysentis rugosus.

### Uporaba in izdelava orodja
Rjavo kapucinko so opazili, kako uporablja posode za zadrževanje vode, uporablja palice (za kopanje oreškov, za namakanje sirupa, za lovljenje mravelj, za doseganje hrane), uporablja gobo za vsrkavanje soka, uporablja kamenje kot kladivo in dleto za prebijanje pregrade in uporabo kamnov kot kladiva in nakovala za lomljenje orehov. Medtem ko so nekatere od teh nalog sorazmerno preproste glede na kognitivne standarde (npr. uporaba palice za lovljenje mravelj), druge, kot je razbijanje orehov s kladivom in nakovalom, po zapletenosti presegajo le šimpanzi.
Potencial uporabe orodja pri živalih, kot je rjava kapucinka, je odvisen od številnih pogojev, ki bi povečali verjetnost njegovega pojava pri določeni vrsti. Van Schaik je predlagal, da bi bila uporaba orodij verjetna pri vrstah, ki iščejo hrano, če bi bili prisotni trije dejavniki: ročna spretnost, inteligenca in družbena toleranca. Kar zadeva ročno spretnost, so kapucinke zmožne omejeno natančnega prijema (zmožnost nežnega stiskanja in ravnanja s predmeti s palcem in konicami prstov), česar ni mogoče najti pri nobeni drugi opici Novega sveta in ga najdemo pri opicah le v omejenih količinah. C. apella ima razmerje encefalizacije večje od hominidov (razen pri ljudeh) in razmerje neokorteksa, ki je skoraj tako veliko kot pri opicah; oba ta groba kazalca nakazujeta visoko inteligenco. Nazadnje rjava kapucinka oblikuje družbene skupine, značilne za kompleksno in strpno družbo.
Rjavo kapucinko so opazili pri izdelovanju orodja tako v ujetništvu kot v naravi. V ujetništvu so poročali, da izdeluje merilne palčke, s katerimi doseže običajno nedostopne posode s sirupom. Prav tako je sposobna razumeti koncept 'spužve' in uporabe papirnatih brisač, opičjih piškotov, palčk, listov in slamice, da vpije sok in nato sesa gobo, da zaužije sok. Raziskave v divjini so pokazale, da je uporaba orodij za kapucine prav tako obsežna kot v ujetništvu, saj so opazili, da kapucinke uporabljajo kamne za kopanje lukenj, da bi prišle do gomoljev, dejavnost, ki je bila prej opažena le pri ljudeh. Praksa uporabe kamnov za lomljenje orehov se je spontano pojavila na številnih lokacijah, kot sta suhi gozd Caatinga in narodni park Serra da Capivara, vse v Braziliji in na stotine kilometrov narazen. Opaženo je bilo lomljenje različnih oreščkov in sadja, kot so palmovi oreščki (Attalea in Astrocaryum spp.) in jatoba (Hymenaea courbaril). Rjavo kapucinko so celo opazili, da uporablja kamne, da bi odstranila druge kamne, ki bi jih pozneje uporabila kot kladivo ali lopato, kar je primer bolj zapletenega orodja, ki uporablja vedenje, znano kot uporaba orodja drugega reda, ki so ga prej našli samo pri šimpanzih. Nenavadno je, da vse rjave kapucinke ne uporabljajo orodja. Moura in Lee (2004) kot ključni dejavnik navajata pomanjkanje drugih virov hrane. Ottoni in Mannu (2001), Fragaszy in drugi (2004) in Visalberghi in drugi (2005) so predlagali, da je to verjetno bolj dejavnik kopenske navade opice: več časa kot opica preživi na tleh, večja je verjetnost, da bo imela dobiček od (in s tem vključenje) uporabe orodja.
V ujetništvu so rjave kapucinke opazili pri izdelovanju kamnitih orodij, iz katerih so nastajali preprosti kosmiči in jedra. Nekatere kapucinke so s temi nabrušenimi kamni celo rezale (v gibanju naprej in nazaj) ovire, da bi dosegle hrano. Pomembnost tega vedenja je, da služi kot dokaz mehanske nagnjenosti k spreminjanju kamnov z uporabo vedenja, ki je že v repertoarju opic, in to vedenje velja za predhodnika klesanja s kamni. To zgodnje in omejeno vedenje pri uporabi orodij je bilo domnevno podobno kot pred Homo habilis in da bi bili artefakti tistega časa verjetno podobni artefaktom kapucink.
Proizvodnja in uporaba orodij S. apella je bila analizirana za morebitne namige za socialno učenje in sposobnost reševanja problemov, saj lahko proizvodnja in uporaba orodij pogosto osvetlita tako kompleksne kognitivne sposobnosti. Socialno učenje ali sposobnost učenja od drugih posameznikov je kontroverzna tema pri večini nečloveških vrst, kot je S. apella, zaradi relativne težave pri ugotavljanju, ali se je vedenje naučilo s posnemanjem ali veliko enostavnejšo obliko socialnega učenja. Eden od načinov za zapolnitev vrzeli med sočasnim vedenjem, povezanim z orodji in njihovo verjetnostjo, da nastanejo zaradi posnemanja, je zožitev dogodkov, ki bi povečali verjetnost družbenega učenja, kot je na primer prednost pri opazovanju izkušenih uporabnikov orodja. V zvezi s tem sta Ottoni in njegova ekipa ugotovila, da so mlade kapucinke pri lomljenju orehov opazovali najboljše uporabnike orodja.
Drug način za izolacijo posnemanja od drugih enostavnejših vedenj je, da kapucinkam predstavite škatlo, v kateri je hrana, vendar jo je mogoče odpreti na dva različna načina. Pomembno je, da noben način ne sme biti ugodnejši, tako da lahko opica svobodno izbere enega. V eni od takšnih študij, ko so ljudje odprli vrata pred opicami samo na en način, so opice uporabile to metodo, tudi ko so same odkrile alternativo. V drugi študiji so alfa kapucinke iz dveh ločenih skupin učili odpirati vrata na specifičen način, nato pa so opice združili s podrejenimi, ki so se naučili odpreti vrata na enak način. Ko so kapucinke izurjene na enak način in tokrat izpuščene v njihove skupine, se navada ponovno razširi med vse člane skupine, tudi ko drugi odkrijejo druge načine. Kljub temu je tema o tem, ali se S. apella uči s posnemanjem ali ne, še vedno sporna, zaradi inherentnih težav pri izločanju nedvoumnih dokazov o kompleksnem kognitivnem procesu, kot je posnemanje.

### Reševanje problema
Uporaba in izdelava orodij lahko osvetlita tudi številne vidike kognitivnih sposobnosti rjavih kapucink, tako da ugotovita, kako rešuje nekatere probleme. Nekateri neprimati izdelujejo in uporabljajo predmete kot orodje. Znano je, da vrane izdelujejo orodja za lovljenje žuželk, vendar takšnim dejavnostim manjka vedenjska plastičnost uporabe orodja, kot je razvidno iz rjavih kapucink, ki so našle nove načine uporabe orodij, ki jih druge vrste niso mogle. Toda ta plastičnost pri uporabi orodja, čeprav kaže na večjo kompleksnost in kognitivno sposobnost, ne nakazuje, da opice razumejo vzrok in posledico. Namesto tega pomeni, da so se sposobne učiti samo iz uspešnih prizadevanj, ne pa tudi iz neuspehov, niti se ne morejo veliko izboljšati. Njihova zmožnost ponavljanja uspehov, skupaj s kompleksnim repertoarjem vedenjskih dogodkov, pomaga razložiti obsežen repertoar inovativnega vedenja rjave kapucinke poleg uporabe orodja.

## Razširjenost in življenjski prostor
Ta vrsta živi v severnem amazonskem deževnem gozdu v Gvajanah, Venezueli in Braziliji ter zahodno od reke Rio Negro, vse do Orinoka v Venezueli. Najdemo jo tudi v vzhodni Kolumbiji, Ekvadorju, Boliviji, Peruju, vključno z zgornjo andsko dolino reke Magdalene v Kolumbiji. Vnesena gnezdeča populacija je dobro uveljavljena na severozahodnem polotoku otoka Trinidad v Republiki Trinidad in Tobago. Podvrsta/populacija na otoku Margarita v Venezueli, S. a. margaritae, na Rdečem seznamu IUCN velja za kritično ogroženo. Najdemo jih v številnih vrstah gozdov, predvsem v tropskih deževnih gozdovih (do višine 2700 m), pa tudi v bolj odprtih gozdovih.
Razširjenost se prekriva z razširjenostjo drugih vrst kapucink, kot je beločela kapucinka (Cebus albifrons).